# (5227) Bocacara
(5227) Bocacara est un astéroïde de la ceinture principale.

## Description
(5227) Bocacara est un astéroïde de la ceinture principale. Il fut découvert le 4 août 1986 à l'observatoire Palomar par le programme INAS. Il présente une orbite caractérisée par un demi-grand axe de 2,29 UA, une excentricité de 0,09 et une inclinaison de 8,6° par rapport à l'écliptique.

## Compléments